# Cardiac
Cardiac è un personaggio dei fumetti pubblicati dalla Marvel Comics, è un vigilante con un particolare senso della giustizia.

## Biografia del personaggio

### Le origini
Elias Wirtham studiò medicina in seguito alla morte del fratello; quando scoprì che il decesso era il risultato dell'avidità di un'azienda farmaceutica che aveva una cura per la malattia di Joshua ma che non l'aveva distribuita per attendere il momento più redditizio, iniziò la sua crociata contro le multinazionali. Elias adottò il nome Cardiac e si fece sostituire il cuore con un reattore a particelle beta, che forniva energia a tutto il suo corpo, e rivestire la pelle con una trama di vibranio.

### Una carriera da antieroe
La sua carriera di vigilante lo porta a scontrarsi con l'Uomo Ragno, che lo ostacola nella sua rappresaglia contro la Sapridyne Chemicals, una società di proprietà di Justin Hammer implicata nella produzione di cocaina. È di nuovo Spidey a fronteggiarlo quando prende di mira la Stane International, che produceva giocattoli dannosi. Successivamente, Cardiac attacca un regista, il cui film è indirettamente responsabile del suicidio di un ragazzo; questa missione lo porta a scontrarsi con Stix e Stone ed a doversi temporaneamente alleare con l'Uomo Ragno. In seguito, Wirtham combatte lo Scorpione, assoldato per proteggere un carico di farmaci tossici; Codice Blu, intervenuti a proteggere due vittime del vigilante; e Chance, pagato per uccidere la stessa vittima di Cardiac. Successivamente, la strada di Elias si incrocia con quella di Johnny Blaze e Ghost Rider; di Nightwatch, del quale diventa alleato; e della Gatta Nera. Dopo aver incontrato nuovamente Spidey, e aver affrontato il dilemma di salvare come medico un uomo che perseguiva come vigilante, e Nightwatch, Cardiac partecipa al "Grande Gioco", sorta di torneo ad eliminazione fisica, dove incontra Ben Reilly, il nuovo Uomo Ragno.

### Dalla parte del bene
Quando Wolverine perde la ragione, a causa di una possessione aliena, Cardiac, assieme ad altri supereroi, lo affronta in due diverse occasioni; in seguito combatte nuovamente l'Uomo Ragno che cercava di impedirgli di distruggere un carico di farmaci illegali e nocivi. Durante Civil War, Elias è indicato come potenziale recluta per il programma dell'Iniziativa dei 50 Stati; durante Fear Itself invece, nonostante il caos che regna nel suo quartiere, cerca di salvare un bambino affetto da meningite. Alla sua ultima apparizione, Cardiac si scontra con Superior Spider-Man nel tentativo di rubare, da un centro governativo, un apparecchio progettato dal Dr. Octopus, necessario alla sopravvivenza di una sua paziente. Da nemico, Spidey, diverrà alleato di Wirtham, commosso dalla dolcezza della bimba malata.

## Poteri e abilità
Il cuore di Cardiac è stato chirurgicamente sostituito con un reattore a particelle beta, una rete neurale di vibranio innestata sotto la sua pelle gli dona forza, agilità e resistenza sovrumane, nonché la capacità di incanalare queste particelle attraverso oggetti esterni, come la sua staffa ed il suo deltaplano. Come uomo, Wirtham, è un ottimo medico e chirurgo, nonché un abile imprenditore.